# Ankó Itosu
Ankó Itosu (japonsky 糸洲 安恒, okinawsky Ichiji Ankō[zdroj?], anglickým přepisem Itosu Ankō, * 1831, Šurijamagawačó/Suijamagá (首里山川町) dnes Naha, Okinawa – 11. března 1915, Naha) je mnohými považován za otce moderního karate, ačkoli široce rozšířeným názorem je, že zakladatelem karate je Gičin Funakoši, jelikož to byl on, který později rozšířil karate z Okinawy do Japonska. Ankó Itosu se dožil 84 let, zemřel tedy v roce 1915.

## Životopis
Itosu se narodil v roce 1831 do rodiny, aby se stal nízce postaveným samurajem z Okinawy. V dětství byl mensi postavou, plachý a introvert, byl vychován v přísné rodině, která měla na Okinawě své významnější postavení (tzv. keimoči). Byl vzdělán v klasické čínštině a kaligrafii. Studium karate začal u mistra Čikuduna Péčina (筑登之 親雲上) a dále pokračoval tréninkem u Sókona Macumury (松村 宗棍). Jeho oblíbeným tréninkovým nástrojem byla makiwara (巻藁). Traduje se, že si chtěl postavit odolnější makiwaru tak, že upevnil kožený sandál ke kamenné zdi. Po několika úderech jeden kamen odpadl ze zdi. Poté, co přesunul sandál na vícero míst na zídce a opětovném tréninku, Itosu zničil onu zeď.
Ačkoli Itosu nevytvořil karate samotné, upravil tzv. kata (formy), které se naučil od svého mistra Macumury, a vytrénoval mnoho významných mistrů karate. Mezi studenty Itosu patří: Čójú Motobu (本部 朝勇, 1857–1927), Čóki Motobu (本部 朝基) (1870–1944), Kencú Jabu (屋部 憲通) (1866–1937), Čómo Hanaširo (花城 長茂, rjúkjúsky Čómo Hanagusuku) (1869–1945), Gičin Funakoši (1868–1957), Móden Jabiku (屋比久 孟伝) (1880–1941), Kanken Toyama[zdroj?] (1888–1966), Chotoku Kyan[zdroj?] (1870–1945), Shinpan Shiroma (Gusukuma)[zdroj?] (1890–1954), Anbun Tokuda (1886–1945), Kenwa Mabuni (1887–1952) a Chōshin Chibana[zdroj?] (1885–1969).

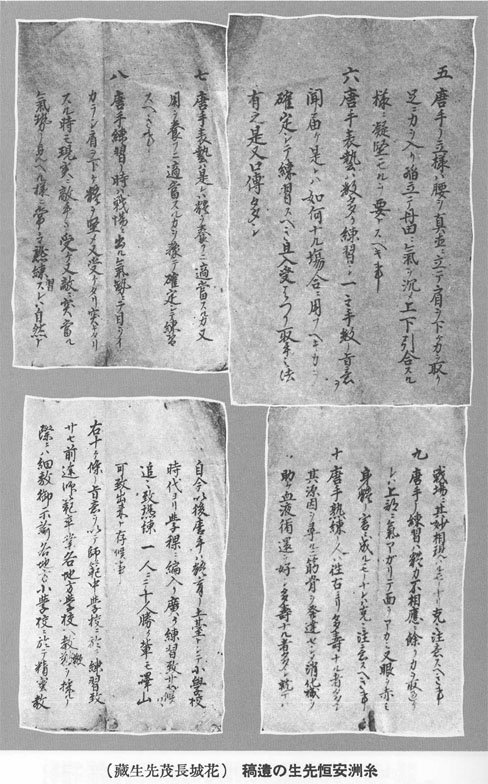
Deset zásad karate

## Deset zásad(Tode Jukun)[zdroj?]karate
V říjnu 1908 napsal Itosu dopis, "Deset zásad (Tode Jukun) karate", které adresoval Ministerstvu války a Ministerstvu školství, aby vzbudil jejich zájem o karate. Překlad tohoto dopisu zní:

### Deset zásad karate
Karate se nevyvinulo z buddhismu či konfucionismu. Shorin- a Shorei-ryu[zdroj?] mají své kořeny v Číně. Obě tyto školy mají silné stránky, které popíšu před tím, než budou tyto styly poznamenány mnoha změnami:
1. Karate není trénováno pouze pro osobní prospěch, může být použito k obraně rodiny či mistra. Nejde v něm primárně o zneškodnění útočníka, ale o to se boji s násilníkem vyhnout.
2. Účelem karate je vypracovat své svaly a kosti tak, aby byly pevné jako skála. Takové je lze pak používat jako kopí. Pokud budou naše děti trénovány v Tang Te při docházce do základní školy, budou dobře připraveny na vojenskou službu. Pamatujte si slova pronesená vévodou z Wellingtonu poté, co porazil Napoleona: "Bitva u Waterloo byla vyhrána na hřištích Etonu".
3. Karate se nelze naučit rychle. Stejně jako pomalý býk, který urazí klidně i tisíce mil, než dosáhne svého cíle. Pokud se cvičí poctivě každý den, dá se porozumět karate za 3–4 roky. Ti, kteří takto trénují, poznají skutečné karate.
4. V karate je důležitý trénink nohou i rukou, takže se musí trénovat na makiwaře.[4] Aby se tento trénink dařil, uvolni ramena, z hluboka se nadechni, soustřeď svoji sílu, rozkroč se v pevném postoji a soustřeď energii do svého podbřišku. Trénuj každou ruku zvlášť alespoň 100–200krát denně.
5. Když se trénují postoje Tang Te[zdroj?], ujisti se, že stojíš vzpřímeně, uvolni svá ramena, přenes sílu do svých nohou, stůj pevně a koncentruj energii ve svém podbřišku.
6. Praktikuj každou techniku karate opakovaně. Různé techniky jejich provedení se šíří výlučně ústně. Nauč se proto správnému pojmenovaní technik a rozhodni, kdy a jakým způsobem techniky použít. Vykročení, zpětné stažení obranné ruky, a výpad úderové ruky je správně provedená sekvence úderu.
7. Sám musíš rozhodnout, jestli děláš karate pro své zdraví, nebo ho praktikuješ z povinnosti.
8. Když trénuješ, trénuj, jako bys byl na bitevním poli. Tvé oči by měly žhnout, ramena uvolněná, tělo zpevněné. Vždy bys měl trénovat intenzivně a s nasazením – to je způsob jakým se přirozeně připravíš na skutečný boj.
9. Nesmíš se však přetrénovat. To způsobí ztrátu energie Ki (気) a bude to škodit tvému tělu. Tvůj obličej a oči zčervenají. Trénuj vždy s rozvahou.
10. V minulosti se mistři karate dožívali dlouhého věku, jelikož karate napomáhá při rozvoji kostí a svalů, podporuje trávení a krevní oběh. Pokud bude karate zavedeno na základních školách, pomůže vytvořit takové muže, kteří dokáží jako jednotlivec porazit 10 útočníků. Současně se domnívám, že toho může být dosaženo, pokud všichni studenti na Okinawské pedagogické škole budou cvičit karate. Po zakončení jejich školní docházky mohou začít vyučovat karate na základních školách, ze kterých pocházejí. Věřím, že to by byl obrovský přínos celému našemu národu i vojenskému sboru. Doufám, že se vší vážností zvážíte můj návrh.

Ankó Itosu, říjen 1908.
Tento dopis byl pro historii rozvoje karate velmi důležitý, jelikož přispěl k rozšíření tohoto bojového umění.